# オルテナウSバーン
オルテナウSバーン (ドイツ語: Regio S-Bahn Ortenau) はバーデン＝ヴュルテンベルク州オルテナウ地域を中心とした通勤列車の公共交通路線網で、南西ドイツ交通有限会社（Südwestdeutsche Landesverkehrs-GmbH, SWEG）により運用されている。中核駅はオッフェンブルク駅で、Sバーン路線と地域輸送の結び目役割を果たす。ストラスブール路線を除いて、蓄電池電車は異例的に主要車両として導入された。

## 路線
2024年12月以来、系統は次のように運営される。
| 系統  | 運行経路                                                                                      | 運行間隔  | 関連鉄道路線                                                                   | 備考                                                                 |
| ----- | --------------------------------------------------------------------------------------------- | --------- | ------------------------------------------------------------------------------ | -------------------------------------------------------------------- |
| RS 1  | オッフェンブルク - ハウザッハ - シルタッハ - フロイデンシュタット                             | 30分/60分 | シュヴァルツヴァルト線 ハウザッハ - シルタッハ線 オイティンゲン - シルタッハ線 | 旧RB20系統                                                           |
| RS 2  | （ハウザッハ -）オッフェンブルク - アッペンヴァイアー - オーバーキルヒ - バートグリースバッハ | 60分      | バーデン本線 レンヒ谷線                                                        | 旧RB20系統                                                           |
| RS 3  | アヘルン - オッテンホェーフェン                                                               | 60分      | アヘル谷線                                                                     | 旧RB24系統                                                           |
| RS 4  | オッフェンブルク - ケール - ストラスブール                                                    | 30分      | バーデン本線 ストラスブール - アッペンヴァイアー線                             | 旧RB25系統。全区間は電化されているものの、ディーゼル動車が通行する。 |
| RS 11 | ハウザッハ - ホルンベルク                                                                     | 60分      | シュヴァルツヴァルト                                                           | 旧RB20系統                                                           |
| RS 12 | ビーベラッハ - オーバーハルメルスバッハ＝リアースバッハ                                       | 60分      | ハルメルスバッハ谷線                                                           | 旧RB22系統                                                           |

## 歴史

### Sバーン有限会社
オルテナウSバーン有限会社（略称OSB）はSWEGの100 ％子会社で、2014年に親会社と合併されるまで存続した。1998年5月にSバーン会社はオルテナウ郡におけるいくつかの鉄道路線で通勤気動車運営を開始した。路線網は2003年にフランスのストラスブールまで、2004年12月にフロイデンシュタットまで拡張された。2005年6月に最後のレギオシャトルRS1気動車が供給された。

### SWEGのオルテナウ路線網
新しい公共交通契約（Verkehrsvertrag）は2014年12月時刻表改正の時から適用されて、2021年に満了した。2014年12月ハウザッハ - ホルンベルク間でグトアッハ野外博物館駅が新設された。同時にアヘル谷線もハルメルスバッハ谷線もオルタナウ路線網に入って、運行の密度は高くなった。公共交通契約により、両路線は、SWEGの独力ではなく、バーデン＝ヴュルテンベルク州当局の支援で運営されることとなった。
2023年12月に27両の蓄電池電車が納入される予定であったが、供給は数ヶ月間遅れていた。2024年4月8日以降、ミレオプラスBはアルテナウ普通列車路線に投入された。RB20系統の場合、蓄電池電車がオッフェンブルク - ハウザッハ間のみで投入されて、ハウザッハ駅では列車の乗り換え問題が発生した。

### 地域Sバーンの改称
2024年12月15日の時刻表改正以降、オルテナウ路線網は「オルテナウSバーン」の名称で運用されている。RB20系統はRS1系統・RS2系統・RS11系統に分離されて、RB22系統はRS12系統に、RB24系統はRS3系統に、RB25系統はRS4系統にそれぞれ改称された。既存のオッフェンブルク - フロイデンシュタット間に新型電車が直通したことで、乗客不便を引き起こした区間断絶問題は解決された。

## 車両
24両のレギオシャトルRS1はSWEGの所属で蓄電池電車投入の前まで運用された。最初の18両はアドトランツで製造されて、5両はストラスブール - アッペンヴァイアー線走行の目的でSNCFの形式承認を受けた。他に旧ブライスガウSバーンの車両一部はオルテナウ路線網に転属した。気動車は主にRS4系統に投入されている。
ミレオプラスB電車は2024年4月以降投入されて、シュヴァルツヴァルト鉄道区間やバーデン本線区間で充電される。

オルテナウSバーンの歴代車両
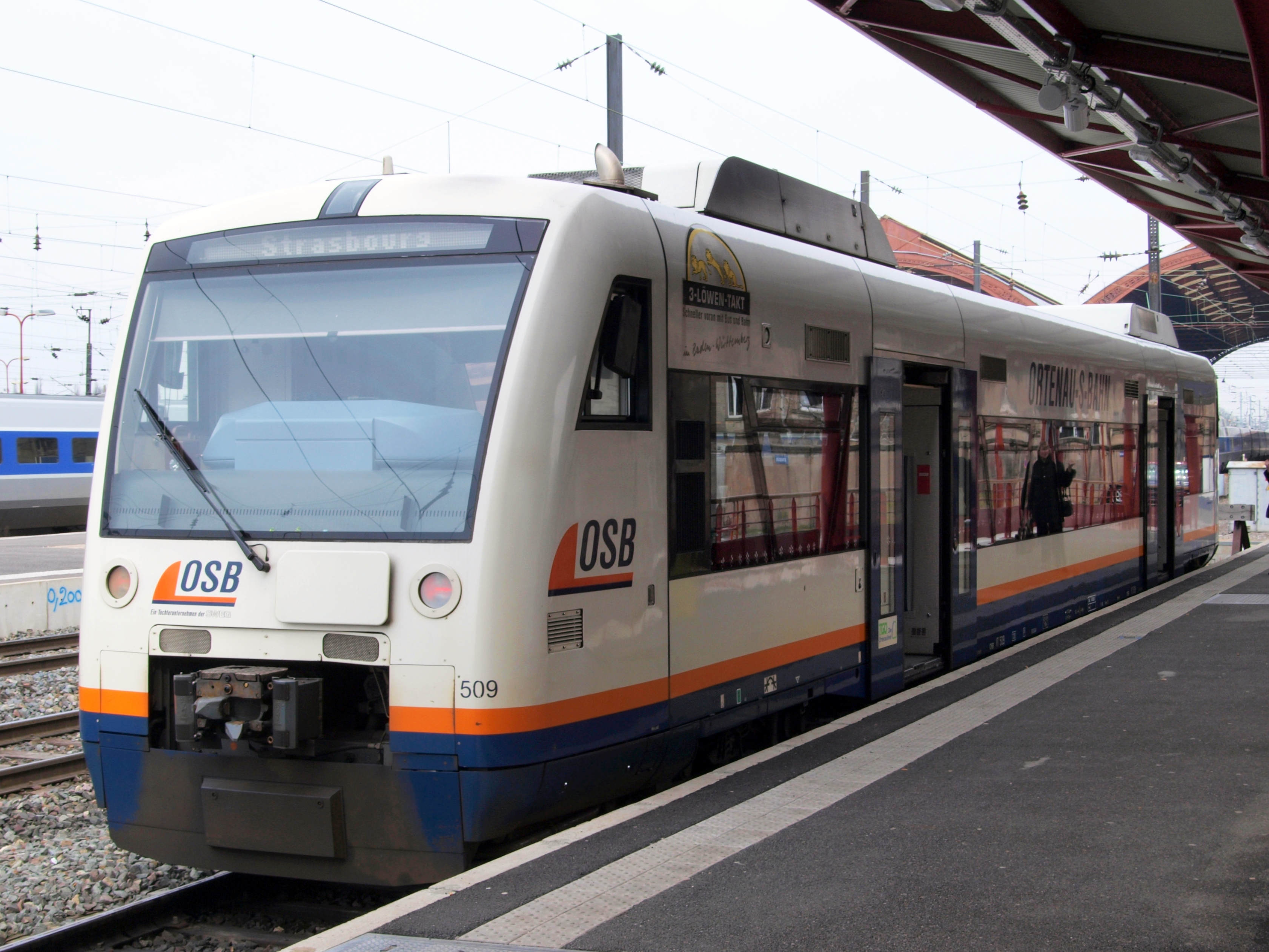
ストラスブール駅で待機するRS1気動車（2009年）
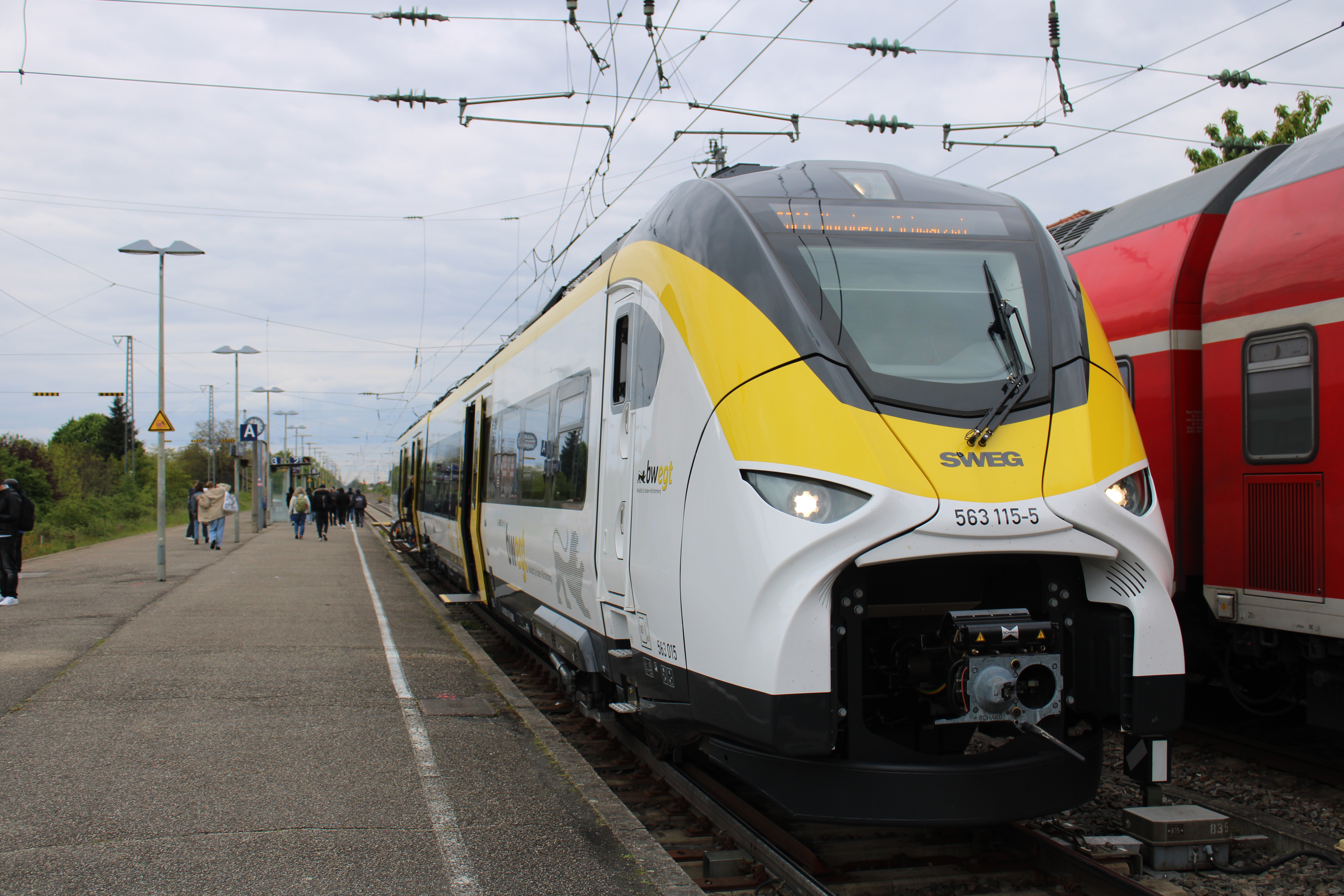
ゲンゲンバッハ駅で停車するミレオ電車